# Midi de la France
Pour les articles homonymes, voir Midi.
 (juillet 2021).

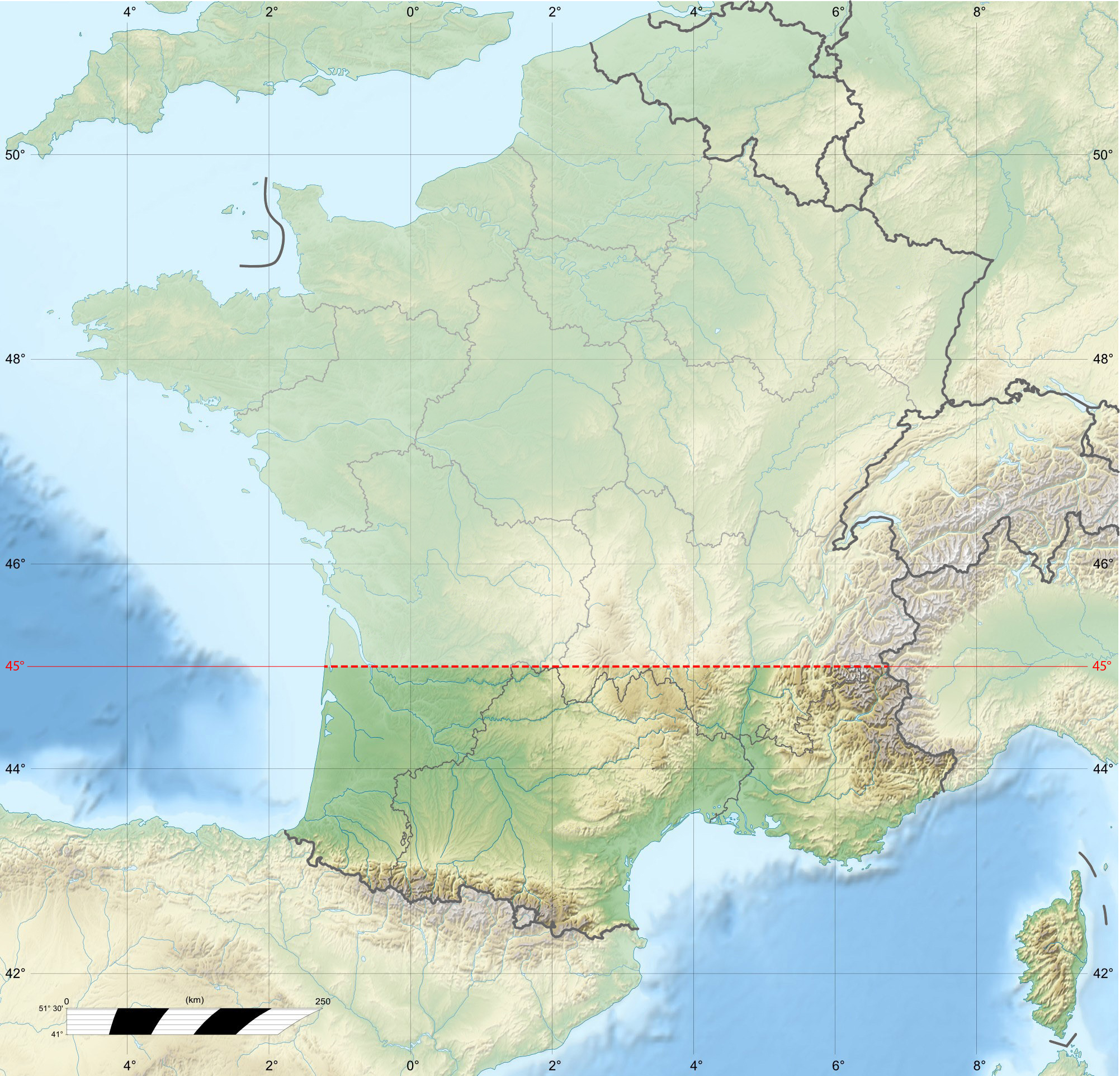
Sud de la France métropolitaine, fondé sur une limite au niveau du 45e parallèle.

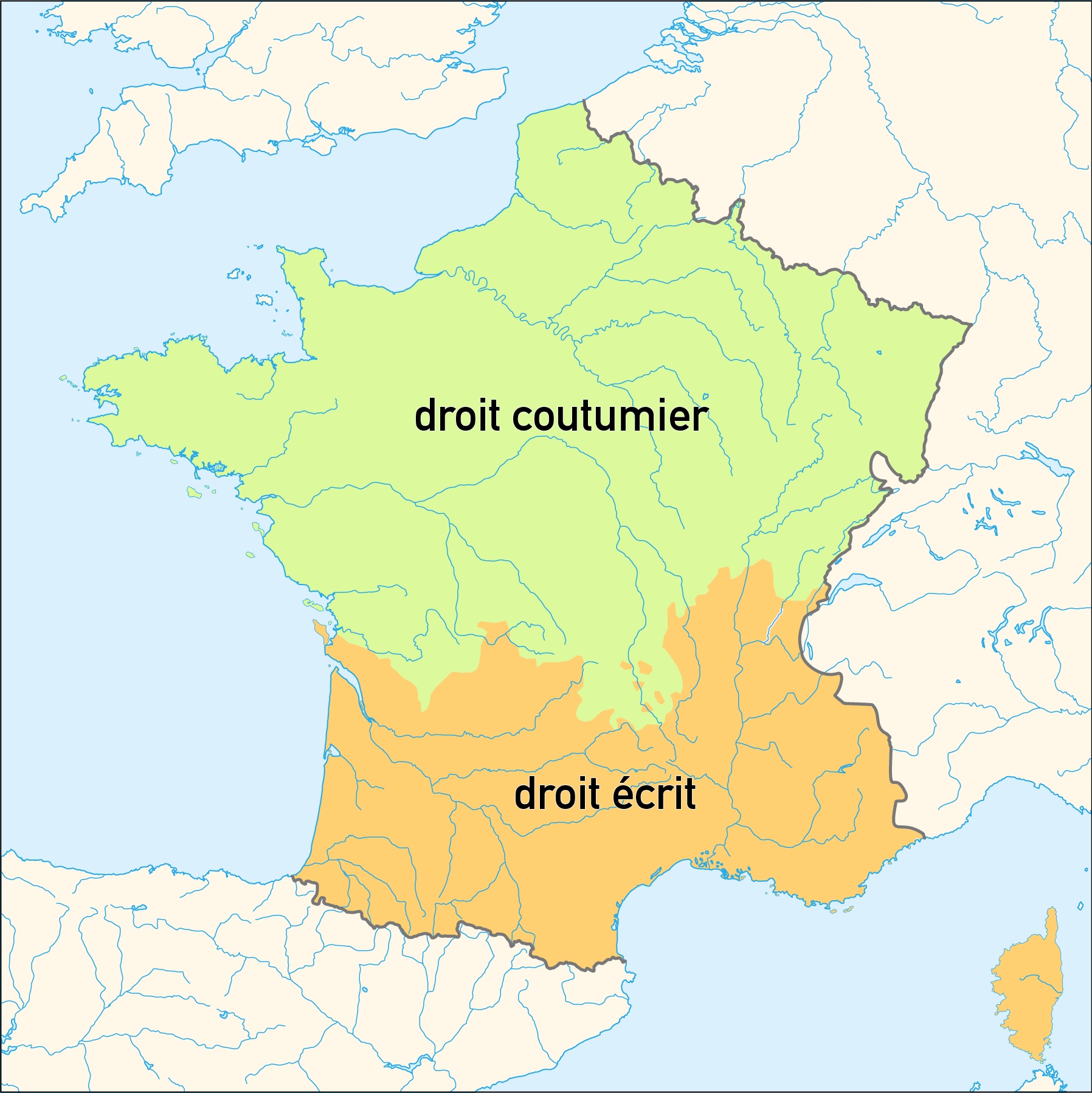
Pays de droit coutumier (au nord) et pays de droit écrit (au sud) pendant l'ère de l’Ancien Droit.

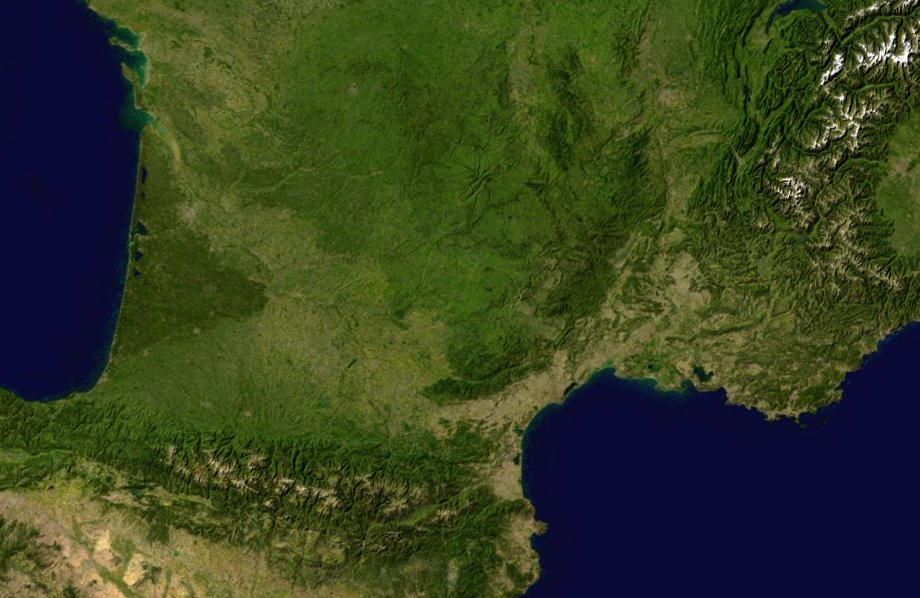
Le Midi continental par satellite (NASA World Wind)

Le Midi de la France, aussi appelé Sud de la France, correspond au sens large à la moitié méridionale de la France métropolitaine. Dans un sens plus strict, il correspond plutôt à son tiers sud, c'est-à-dire au sud d'une ligne Bordeaux-Valence ou du 45e parallèle. Des notions géographiques ou culturelles viennent à l’appui de ces considérations.

## Définition
Dans la pratique, le Midi prend une signification différente selon que l'on se réfère à une notion géographique, culturelle, ou touristique.

### Notions géographiques
On peut considérer qu'il correspond plus ou moins à la moitié méridionale du territoire français commençant dès le seuil du Poitou ou qui est située au sud d'une ligne imaginaire reliant La Rochelle « Porte du Midi atlantique » à Clermont-Ferrand et Lyon.
Une vision plus restrictive le fait commencer plus au sud, à partir du tiers méridional du territoire national au niveau du 45e parallèle nord. On dit ainsi de Valence, qui se trouve à peu près sous cette latitude, qu'elle est « la porte du Midi », que « c'est à Valence que le Midi commence… », ce qui peut aussi traduire la perception d'un changement d'aspect de la végétation quand on descend la vallée du Rhône (France).
Pour le sud-ouest, Brive-la-Gaillarde, qui se trouve également près du 45e parallèle, est parfois appelée « le riant portail du Midi ».

### Notions culturelles

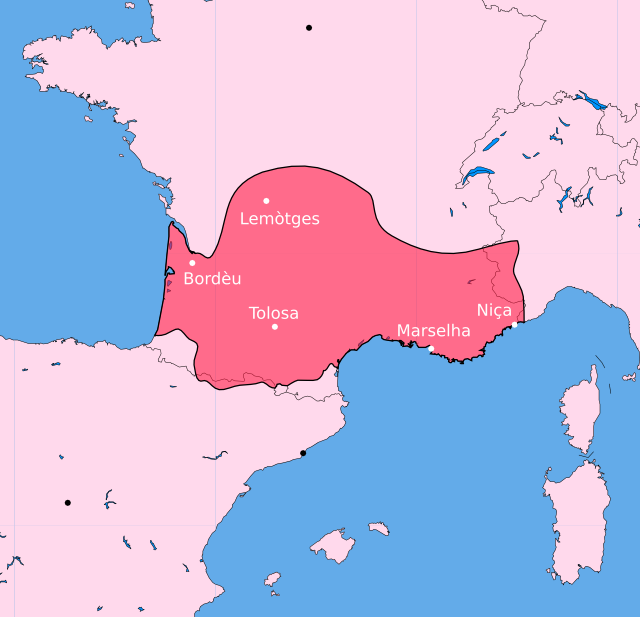
Aire d'influence actuelle de l'occitan.

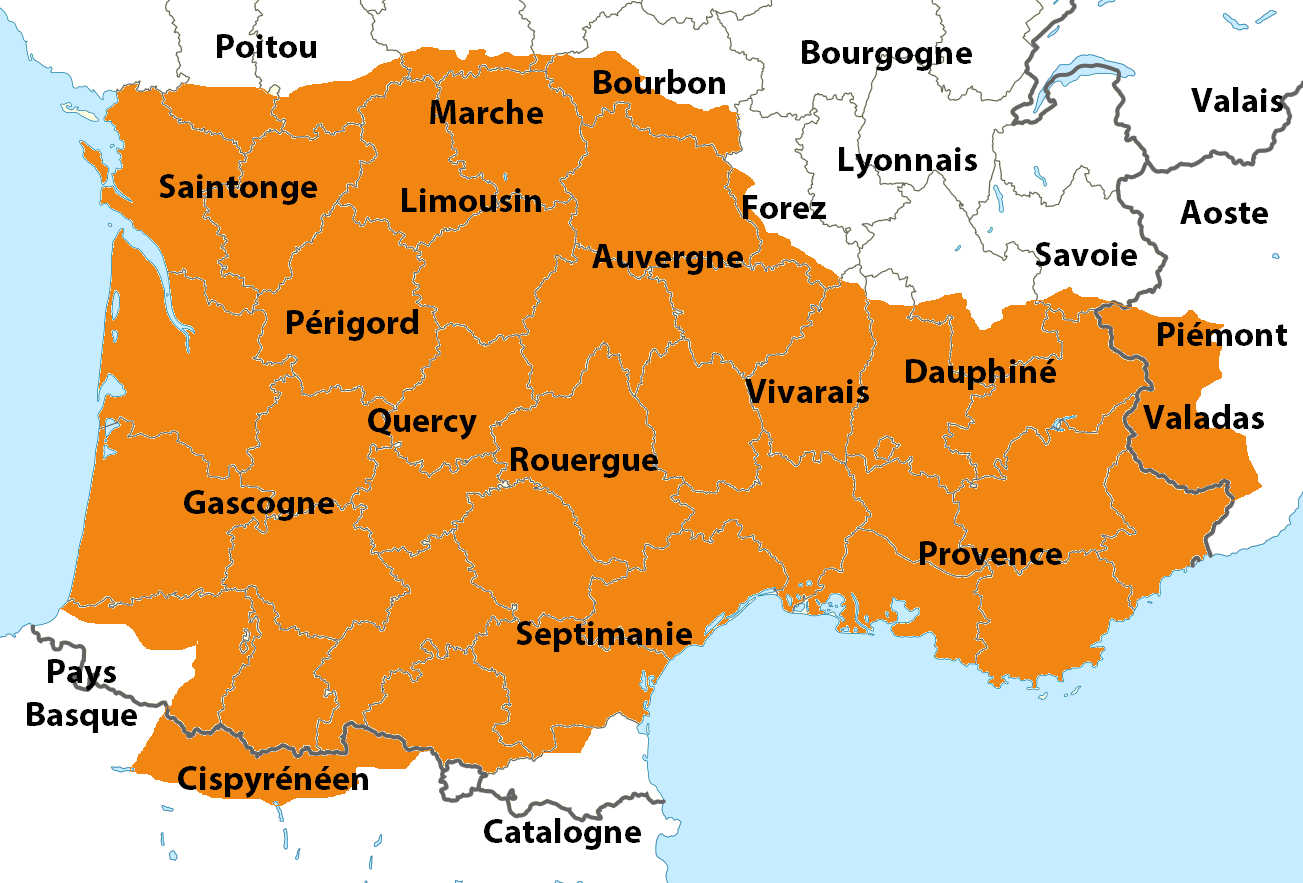
Carte de l'ancien occitan au début du XIIe siècle.

Alphonse Daudet définissait ainsi le Midi de la France dans Numa Roumestan (1881) : « Tout le Midi français s'épanouissait là [au café Malmus], dans ses nuances diverses : Midi gascon, Midi provençal, de Bordeaux, de Toulouse, de Marseille, Midi périgourdin, auvergnat, ariégeois, ardéchois, pyrénéen… ».
Sur le plan culturel, cette région à la limite floue se confond en partie avec l'aire d'influence de l'occitan (dialectes et parlers interférentiels confondus) ou Occitanie (région culturelle), dont les frontières sont plus précises, mais elle couvre aussi des régions de culture catalane (Pyrénées-Orientales), basque (ouest des Pyrénées-Atlantiques), saintongeaise (Aunis, Saintonge, Angoumois, ces dernières désignées, avec la Gascogne voisine, sous le nom de « Midi atlantique ») ou corse.
Dans le domaine des études historiques et archéologiques, l'adjectif méridional (qui est au sud, qui est du midi) est employé dans la dénomination « Aquitaine méridionale ».
Midi signifie à la fois « mi-journée » (du vieux français mi, « milieu », et di, du latin dies, « jour ») et « sud », en France et dans le reste de l'hémisphère nord, la position du soleil à midi étant au sud.

## Politique

Les voix des républicains démocrates-socialistes en mai 1849.

Après la Révolution française et jusqu'à la fin de la Troisième République, le Midi est alternativement qualifié de Midi blanc, c'est-à-dire imprégné de catholicisme et de royalisme, ou de Midi rouge, c'est-à-dire sensible aux doctrines d'extrême gauche comme le radicalisme puis le socialisme.
Le Midi a donné son nom à l'ancienne région française administrative Midi-Pyrénées, qui a fusionné avec le Languedoc-Roussillon en région Occitanie le 1er janvier 2016.

## Toponymie

### Étymologie
En français, le mot midi signifie, dès le XIe siècle, le milieu du jour : préfixe mi- (du latin medius, au milieu) et latin dies, jour. Il prend aussi, à partir du XIIe siècle, le sens de sud (point cardinal)

### Lieux en France
Le mot midi figure dans divers toponymes en France, pour désigner soit le sud de la France en général, soit une particularité géographique au sud d'un lieu précis :
- Canal du Midi
- Ancienne région Midi-Pyrénées
- Pic du Midi de Bigorre
- Pic du Midi d'Ossau
- Pic du Midi de Siguer
- Aiguille du Midi

### Hors de France
Une des gares de Bruxelles s'appelle Bruxelles-Midi car elle desservait à son origine principalement le Midi de la France.

## Autres appellations incluant le mot Midi
Plusieurs noms de sociétés comportent le mot midi :
- Presse régionale : les quotidiens Midi libre, La Dépêche du Midi, et le journal bi-hebdomadaire Midi olympique ;
- Compagnie des chemins de fer du Midi et du Canal latéral à la Garonne, une des anciennes grandes compagnies ferroviaires françaises ;
- Société hydroélectrique du Midi (SHEM), production d'électricité, implantée dans les Pyrénées et le Massif central.

## Mots équivalents dans d'autres langues
En Italie, on emploie pour désigner le sud du pays le mot Mezzogiorno (littéralement, le milieu du jour, ce qui est aussi l'étymologie exacte du français midi).
En polonais le mot południe signifie le sud (point cardinal) et midi. Il en est de même dans plusieurs autres langues slaves — même si ces tournures sont parfois archaïques — comme en biélorusse (поўдзень, powdzen'), sorabe et ukrainien (південь, pivden').
En hongrois, on utilise le même mot dél pour désigner le sud et l'heure de midi.